# Макаров, Валентин Григорьевич
Валентин Григорьевич Макаров (укр. Валентин Григорович Макаров; 28 ноября 1934, Днепропетровск — 11 февраля 1998, Киев) — советский и украинский актер театра, кино и телевидения. Заслуженный артист УССР (1977). Член Союза кинематографистов Украины.

## Биография
Родился в семье служащих. Окончил студию драматического театра г. Шадринска (1955). Работал в Днепропетровском драматическом театре им. М. Горького, на Киевской студии телевидения.
С 1961 г. — диктор студии «Укркинохроника».
Награжден Почетной Грамотой Президиума Верховной Рады Украины.

## Фильмография
- «На большом пути» (т/ф, Федя),
- «Сергей Чекмарев» (Сергей),
- «Мальчик из Уржума» (Костриков),
- «Дмитрий Вакаров» (Вакаров),
- Молчат только статуи
- «Наши встречи» (Вася),
- «Семья Коцюбинских» (1970),
- «В бой идут одни „старики“» (1973, начштаба),
- «Поезд чрезвычайного назначения» (1979, Мельниченко),
- «Вечера на хуторе близ Диканьки» (1983),
- «Красные башмачки» (1986, Болотный дух),
- «Горы дымят» (1989),
- «Черная Долина» (1990),
- Красное вино победы (1990),
- «Фуфель» (1990, т/ф),
- «Иван и кобыла» (1992) и др.

## Диктор
Диктор научно-популярных и хроникально-документальных лент:
- «Нашему тренеру» (1960),
- «Юрий Шумский» (1961),
- «Рулевые» (1965),
- «Горячее дыхание» (1966),
- «Украина, год 1967» (1967),
- «В нелетную погоду» (1968),
- «400 биографий» (1969),
- «Огненный след» (1970),
- «Советская Украина. От съезда к съезду» (1972),
- «Роменская мадонна» (1973),
- «Всадники Европы» (1974),
- «Эффект творчества» (1978),
- «Ум, честь и совесть эпохи» (1978) и др.